# ドラゴンプロヴィデンス
『ドラゴンプロヴィデンス』（DRAGON PROVIDENCE）は、DMM.comより配信されていたブラウザゲーム。略称は『ドラプロ』。海外版タイトルは『Dragon Providence』。
一般版タイトルは『ドラゴンアポカリプス（DRAGON APOCALYPSE）』。略称は『ドラアポ』。

## 概要
2014年11月18日より正式サービスを開始。ベース部分は本格的なファンタジーRPGだが、滑らかに動くアニメーションとフルボイスによるハーレムシーンを搭載している18禁オンラインゲームである。
2015年末にNutaku（DMM）から海外版がオープン。
2016年3月15日に一般版『ドラゴンアポカリプス』のサービスを開始（同年8月1日サービス終了）。
2020年4月24日をもってサービスを終了した。

## ゲーム内容
プレイヤーは聖騎士団（ギルド）に所属する騎士の一員（主人公）となってセフィロトの樹を襲うゾディアック(暴走した幻獣や神や悪魔)たちと戦う。

### 討伐戦
参加人数最大25人 vs 25人（50人）。毎日2回参戦可能。ランキング集計期間は1週間毎。
対戦するギルドと共通のボスを倒す際に獲得したポイントを競い合うGVGVR（Guild vs Guild vs Raid）というバトルシステムが使われており、ユーザー同士が直接的に殴りあうGVGとは異なっている。
また特殊ルールのエレメンタルバトル、ギルド階級決定戦、共闘戦、十二星宮最強決定戦などもあり週替わりのローテーションで開催されている。

### リヴァイバルバトル
参加人数１～25人。毎日1回参戦可能。
過去に討伐戦に登場したボスモンスターを制限時間内に倒すモード。

### レイド掃討戦
毎月1回（一週間）開催の個人戦。ランキング集計期間は1週間。
ギルド戦とは異なる個人戦であるためランキング争いは他のイベントとは別格の厳しさを誇るイベント。

### ブレイズクラウド
期間中に武勲ポイントと宝珠を貯めることで賞品が貰えるイベント。
ドラプロのイベントにしては珍しくランキング形式ではない優良イベントである。

## ストーリー
カオスとコスモスによる
ハルマゲドンが終結して千年
物語は動き始める・・・

## 登場人物
主人公
アンブロシア王国ヴァーミリオン聖騎士団の新米騎士。神々の創造主コスモスの力を宿していたことから、ルピーと出会いアルカナを行使できるようになった。
赤子の頃、セフィロトの木の根元で泣いていたところクリスの父であるガイウスに拾われ彼の養子として育った。
ルピー
コスモスに仕えていた妖精。コスモスが遣わせた主人公の監視役。主人公にアルカナを行使する力を与え、それ以降行動を共にするようになった。
カオスに対抗するため主人公の力を増幅させるために動いている。そのため、さまざまなアルカナを主人公に夜伽させるように仕向けていたりする。
クリスティーナ・トリニティ
ニックネームはクリス。ヴァーミリオン聖騎士団の団員（文官）で主人公の妹。
ファフニールの攻撃から主人公を守り死んでしまうが、主人公の宿すコスモスの力を半分貰ったことで蘇生した。
幼少時に両親と死別しているため、両親のことはあまり覚えていない。
ミモザ
セフィロトの実の中から現れた少女。本名は不明。一人称はワシ。
記憶喪失であったところ主人公たちに拾われ行動を共にしている。
主人公たちに龍脈の存在を教え、聖なる気を集める手助けをしている。その際、派生する邪気を食らっている。
デュアリス・トリニティ
主人公及び、クリスの兄。現ヴァーミリオン聖騎士団団長。
ルピーからはよく「あの馬鹿兄貴」と呼ばれていたりする。シスコンである。
ガイウス
デュアリスとクリスの父親。前ヴァーミリオン聖騎士団長。
元傭兵であったため国民からは嫌われていたが、その反面仲間からはとても信頼されていた。
ブラッディフィズ事件の際に妻のあとを追うように死去した。
シルビア
ネグローニの姉。のちにガイウスの妻になった。
ネグローニ
ディーブラン教団の神官。
目的は不明だが黒騎士や盗賊団に仕事を依頼している。
リーフ・キャンベル
ディーブラン教団の神官。
教会を訪ねたクリスと意気投合し仲良くなった。
黒騎士
黒色の甲冑を纏った正体不明の騎士。
アルカナを支配する能力があり、操ったゾディアック（アルカナ）にセフィロトの樹を襲わせている。
ティファナ・サンライズ
テキーラ盗賊団の女頭目。
元はギムレット王国の姫様だった。
ハーベイ・ウォールバンガ
テキーラ盗賊団の団員。
剣の達人であるデュアリスとも互角に戦えるほどの剣術の使い手。
ルシアン・アンブロシア
アンブロシア王国の先代の国王。
シーザー
ハーベイの父親。
ベリーニ
アンブロシア王国の学者でディーブラン協会の代表。シルビアとネグローニの父親。
研究のため家を空けることが多く、研究に没頭していたところ、カオスに精神を乗っ取られてしまった。
最期は自我をほとんど失いかけていたが、娘のシルビアを守るためガイウスに自分ごとカオスを討つことを頼んだ。
ラスティ
ベリーニの部下の学者。
コスモスの力の研究している学者でGEARや疑似コスモスなどの開発に携わっている。
小説版ではひとり息子を殺された過去があると語っており、すべてのゾディアック及びアルカナを嫌悪している。

## ノベライズ
『小説ドラゴンプロヴィデンス 花嫁ハーレムの作り方! ?』　ISBN 978-4801521018　(キングノベルズ01)
著者 - 愛内なの、イラスト - 方天戟、監修 - DMMゲームス

### 登場人物
クライヴ
小説版の主人公。武器屋の息子。
ヴァーミリオン聖騎士団に憧れている。
フィリス
クライブの幼馴染。
酒場で一番人気の踊り子である。
エリス
クライヴの下僕。神族のアルカナ。
救われた恩からクライヴをご主人様と呼び従うが、神族アルカナらしく下僕の割には態度は大きい。

## コラボレーション
本作とコラボした作品の一覧。
- ペロペロ催眠[2]
- アイドルうぉーず～100人のディーバと夢見がちな僕～[3]
- 娘々三国志～天下にエロ男はただ一人～[4]
- 嫁探しが捗りすぎてヤバい。[5]
- ギャングオブヘブン[6]
- レッドコラプション[7]
- 戦乱プリンセスG[8]